# UMS ’n JIP
UMS ’n JIP ist ein Schweizer Duo für Neue Musik.

## Geschichte
Mit über 1500 Auftritten seit 2007 gehört UMS ’n JIP zu den weltweit aktivsten Ensembles für Neue Musik. Charakteristisch sind ihnen Multi- und Interdisziplinarität sowie ein international verzweigtes Netzwerk von Komponisten, Regisseuren, bildenden Künstlern, Autoren, Programmierern und Forschern, mit welchen sie regelmäßig zusammenarbeiten. Sie treten konzertant, szenisch, performativ, installativ und multimedial auf und arbeiten ästhetisch an der Schnittstelle zwischen europäischer und außereuropäischer Musik und zwischen musikalischer Avantgarde und Pop.
Ulrike Mayer-Spohn (UMS) und Javier Hagen (JIP) haben beide klassische Musik (Dorothea Winter und Mike Svoboda resp. Roland Hermann und Nicolai Gedda), Komposition (Erik Oña, Wolfgang Rihm, Heiner Goebbels) sowie Audiodesign (Studio für Elektronische Musik Basel) in Holland (Den Haag), Deutschland (Karlsruhe), Italien (Ferrara) und der Schweiz (Basel, Zürich) studiert. Solistisch wie als Duo sind sie in den meisten Ländern Europas, den USA, Lateinamerika, in Australien, Russland, Nordafrika und Fernost aufgetreten, wo sie insgesamt über 300 Werke in Zusammenarbeit mit Komponisten wie Péter Eötvös, Aribert Reimann, Mauricio Kagel, Huang Ruo, Guo Wenjing, Stefano Gervasoni, Du Yun, Vladimir Gorlinsky (ur-)aufgeführt und für internationale Rundfunk- und Fernsehanstalten aufgezeichnet haben.
Ihre eigenen Kompositionen, darunter Ensemble-, Orchester-, Chor- und szenische Werke mit und ohne Elektronik, gewannen Preise am Jorge Peixinho Wettbewerb in Portugal (2023), am Ise-Shima Wettbewerb in Japan (2023), an den Weimarer Frühjahrstagen für zeitgenössische Musik (2017), am Internationalen Musikfestival in Savona (2017), am London Ear Festival (2016), am Musikfestival Bern (2011), bei Culturescapes (2010), in Treviso (2011), am Music Village Mount Pelion (2011) und wurden von den Ensembles l’Arsenale, Klangforum Wien, Neue Vocalsolisten Stuttgart, Uroboros Ensemble, zafraan Berlin, CeproMusic Ensamble Mexico, Ensemble Proton Bern, Basler Madrigalisten, Putni, dissonArt Ensemble, Taller Sonoro, Ensemble Nuove Musiche, Ensemble Via Nova, Ensemble Phoenix, Männerstimmen Basel, Amar Quartett unter der Leitung von Beat Furrer, Tsung Yeh, Mark Foster, Jose Luis Castillo, Fabián Panisello, Jürg Henneberger, Oliver Rudin, Titus Engel und Filippo Perocco gespielt.
Ferner ist JIP der Intendant des Festivals für Neue Musik Forum Wallis, 2014–25 der Präsident der Schweizerischen Gesellschaft für Neue Musik und der ISCM Switzerland, der Schweizer Sektion der Internationalen Gesellschaft für Neue Musik (ISCM), er waltet 2018–19 im akademischen Rat der Akademie für Zeitgenössische Oper des Teatro Colón in Buenos Aires und nimmt 2009–18 Einsitz in die UNESCO-ICH-Kommission (Intangible Cultural Heritage) des Kantons Wallis in der Schweiz.

## Name
Der Name des Ensembles leitet sich aus den Initialen der Geburtsnamen beider Interpreten ab: Ulrike Mayer-Spohn (UMS) bzw. Javier-Ignacio Palau-Ribes (JIP), heute Javier Hagen.